# Сахновський Павло Петрович
Павло Петрович Сахновський (нар. 1724 р.). Син П. Г. Сахновського та А. Ф. Лисенко. На службі у Війську Запорозькому з 1739 р. Учасник Хотинського походу (1739). Військовий канцелярист (1740—1753). 27 липня 1753 р. іменним указом Єлизавети Петрівни призначений сотником Менської сотні (1753—1767). Був усиновлений рідним дядьком Ф. Ф. Лисенком. Тому з 1763 р. називав себе Сахновський-Лисенко. 11 січня 1772 р. вийшов у відставку в чині бунчукового товариша (1772—1782). Першим шлюбом був одружений (1764) з донькою сосницького протопопа Федора Полторацького Євдокією (1735 р. н.). Помер після 1787 р.
Мав дітей: Василя (1751 чи 1753 р. н.), Ганну (1757 р. н.) — одружена з Володимиром Максимовичем Ждановичем, Івана, Григорія (1762 р. н.), Дмитра (1769 р. н.) — на 1783 р. значився кадетом Морського корпусу в Санкт-Петербурзі, Марію (1768 р. н.).